# Fatto da sooooolo
Fatto da sooooolo è un singolo del rapper italiano Nayt pubblicato il 4 agosto 2023 come unico estratto dalla riedizione digitale del suo settimo album in studio Habitat.

## Tracce
Testi di William Mezzanotte, musiche di Davide D'Onofrio.
1. Fatto da sooooolo – 2:56